# Nicolae Văcăroiu
Nicolae Văcăroiu (5 de diciembre de 1943) es un político rumano, presidente del país de manera interina entre abril y mayo de 2007.

## Carrera
Emepezó su carrera política siendo miembro del Partido Comunista de Rumanía bajo la presidencia de Nicolae Ceaucescu, trabajando para el Comité de Planificación Estatal, conjuntamente con Theodor Stolojan. Tras la revolución rumana de 1989 en la que cayó Nicolae Ceaucescu y junto con él, la República Socialista de Rumanía, se dio cuenta de que el país necesita reformas y transformar el sistema económico, abriéndose al libre mercado. Por eso, en 1992, fundó junto con Ion Iliescu (el entonces presidente) el Partido Socialdemócrata de Rumanía. Fue primer ministro del país entre 1992 a 1996, siendo la primera vez que un primer ministro concluía su mandato desde el retorno a la democracia, y presidente del Senado desde 2000. 
Fue presidente del Senado Rumano por al menos ocho años, durante dos legislaturas (2000-2004 y 2004-2008). El 19 de abril de 2007, se convirtió en presidente interino de Rumania luego de que el presidente Traian Băsescu quedó suspendido por el parlamento.